# Grange Hill
Grange Hill är en ort i Storbritannien.   Den ligger i grevskapet Essex och riksdelen England, i den sydöstra delen av landet, 19 km nordost om huvudstaden London. Grange Hill ligger 70 meter över havet.
Terrängen runt Grange Hill är huvudsakligen platt. Grange Hill ligger uppe på en höjd. Runt Grange Hill är det mycket tätbefolkat, med 4 039 invånare per kvadratkilometer. Närmaste större samhälle är City of London, 16,5 km sydväst om Grange Hill. Runt Grange Hill är det i huvudsak tätbebyggt.